# Geranomyia cerberus
Geranomyia cerberus är en tvåvingeart som beskrevs av Alexander 1927. Geranomyia cerberus ingår i släktet Geranomyia och familjen småharkrankar. Inga underarter finns listade i Catalogue of Life.